# دائرة الرمكة
دائرة الرمكة إحدى دوائر ولاية غليزان الجزائرية . عاصمتها هي الرمكة وتضم بلديات : 
- الرمكة
- سوق الحد